# Куровски, Франц
Франц Куровски (нем. Franz Kurowski; 17 ноября 1923, Хомбрух, Вестфалия — 28 мая 2011, Дортмунд, Северный Рейн-Вестфалия) — немецкий писатель, специализировавшийся на теме Второй мировой войны.
Куровски написал множество сочинений о вермахте и СС с хвалебными и не основывающимися на фактах военными хрониками воинских подразделений и удостоенных высокими наградами военных. Историки не считают его работы достоверными, отмечая, что он смешивает факты и выдумку и продвигает дискредитированную концепцию «только солдата» (нем. Nur-Soldat). Вместо предоставления достоверной информации о ходе войны, его работы продвигают героизм и представляют искажённое описание немецких вооружённых сил во Второй мировой войне.
Работы Куровски имеют сильные ревизионистские тенденции; он использовал статистику, произведённую национал-социалистической пропагандой, и представлял историю без всяких преступлений вермахта и СС. Ряд его книг публиковались крайне-правыми издательствами, такими как Türmer Verlag, Arndt Verlag и Pour le Mérite Verlag, из-за чего его работы описывались как «журнализм серо-коричневой области».

## Образование и карьера
Куровски родился 17 ноября 1923 года и вырос в Дортмунде. После начальной школы обучился на токаря. С 1942 года — солдат во Второй мировой войне в юго-восточной Европе и северной Африке, где прошёл подготовку радиста, парашютиста и переводчика с греческого. В 1942 году получил премию Рассказчика за свою работу в Wacht im Südosten (с нем. — «Вахта на Юго-востоке»), пропагандистском издании тиражом около 100 брошюр, выпускавшимся пропагандистской ротой в составе вермахта и Ваффен-СС.
После 1945 года вернулся к гражданской жизни и работал мастером и контролёром на машиностроительном заводе. В 1958 году начал работать внештатным писателем, с 1968 по 1978 годы — редактор Die Oase (с нем. — «оазис»), издания ассоциации ветеранов Африканского корпуса Deutsches Afrika-Korps e.V. С 1989 по 1996 годы — главный редактор ультраправого издания Deutsche Monatshefte. Куровски умер в 2011 году.

## Работа наDer Landser
Куровски писал для еженедельного pulp-журнала Der Landser (разговорное слово для солдата немецкой армии, использовавшееся во Вторую мировую войну). Со своего основания журнал критиковали за восхваление войны и создание искажённого образа Вермахта и нацистской Германии во Вторую мировую войну. Детали его романов и полувымышленных рассказов были достоверными насчёт незначительных технических подробностей, но их содержание было часто недостоверным и скрывало от читателя важную информацию о контексте. Антисемитизм, военные преступления нацистской Германии, репрессивный характер нацистского государства и причины войны не упоминались в журнале. Немецкое издание Der Spiegel в одном из материалов описало Der Landser как «экспертный журнал по отмыванию образа Вермахта».

## Изображение Вермахта и войск СС
Историки Рональд Смелсер и Эдвард Дэвис в своей книге 2008 года «Миф о Восточном фронте» описывают Куровски как одного из главных «гуру» Вермахта и войск СС, наряду с такими авторами, как Ричард Ландвер, ярый поклонник войск СС, и ультраправый писатель и издатель Патрик Агте. Книга описывает гуру как авторов, которые «подхватили и распространили мифы о Вермахте в большом числе популярных изданий, романтизирующих войну Германии в России».

### Серия «Асы»
Работы Куровски публиковались в Германии с 1958 года, но оставались недоступными англоязычным читателям. J.J. Fedorowicz Publishing, описываемые Дэвисом и Смелсером как ключевое издательство романтизирующей войну литературы, выпустили две популярные книги Куровски, «Танковые асы Гитлера» (англ. Panzer Aces) и Infantry Aces, в США в 1992 и 1994 годах. В своём анализе серии, в рамках которой были также выпущены книги Panzer Aces II и Panzer Aces III, Смелсер и Дэвис пишут:
Куровски даёт читателям практически героическое описание немецкого солдата, невиновного в любых военных преступлениях, в реальности неспособного к такому. […] Жертвенность и смирение — его главные черты. Их [солдат] действия приносят им медали, наградные знаки и повышения, но они остаются равнодушными к наградам. Обложка изображает героизм, решительность и мощь немецкого солдата и его оружия.
Серия «Танковые асы Гитлера» посвящена боевым карьерам успешных немецких танковых командиров и популярных деятелей Ваффен-СС, таких как Курт Мейер, Иоахим Пайпер, Пауль Хауссер и Рудольф фон Риббентроп, сын немецкого министра иностранных дел Иоахима фон Риббентропа, которых Куровски описывает как «асов». В серии описываются знаменитый «танковый ас» Михаэль Виттман, который получил культовый статус в популярной культуре, связанной с Ваффен-СС, и действия другого «аса», Франца Беке, в Черкасском котле. В пересказе Куровски, после сражений с подразделением за подразделением Красной армии Беке удаётся создать коридор к попавшим в ловушку немецким солдатам, одновременно «уничтожая» атакующих советских солдат. В другом рассказе Куровски, в ходе помощи 6-й армии Вермахта, окружённой в Сталинграде, Беке уничтожает 32 танка противника в одном бою. Рассказы в «Танковых асах Гитлера» не включают библиографию и не цитируют источники, рассказ о Риббентропе написан от первого лица.

## Исторический ревизионизм

### Серия о Второй мировой войне и Сталинградской битве
Куровски сыграл ключевую роль в написании ревизионистской серии книг So war der Zweite Weltkrieg (с нем. — «Так шла Вторая мировая война»), псевдоисторическом семитомнике о Второй мировой войне. Проект по созданию серии книг был начат в 1989 году издательством Verlagsgesellschaft Berg, одним из крупнейших издательских домов правой направленности. Куровски был указан одним из редакторов серии. Серия была перевыпущена в 2000-х издательством Flechsig Verlag с атрибуцией Куровски. В предисловии к книге Вольфганга Бенца 1994 года Rechtsextremismus in Deutschland (с нем. — «Правый экстремизм в Германии») историк и журналист Ганс Заркович описал серию книг как пример «националистического батального жанра» в «журнализме серо-коричневой области».
Согласно Инсе Эшебах, директору национального мемориального комплекса Равенсбрюк, книга Куровски 1992 года Stalingrad. Die Schlacht, die Hitlers Mythos zerstört (с нем. — «Сталинград. Битва, которая уничтожила миф Гитлера») служит «прежде всего для реабилитации достойных, сильных немецких солдат». Термин «военные преступники» используется только в кавычках, «блестящие успехи Вермахта» — ключевая тема книги, наряду с «жертвенностью» и «падением немецких солдат». Куровски называет Сталинград «Голгофой 6-й армии», не упоминая, что эта религиозная метафора взята из книги 1953 года Stalingrad – bis zur letzten Patrone (с нем. — «Сталинград — до последнего патрона») под авторством Хайнца Шрётера, бывшего члена пропагандистской роты: «Когда речь идёт о Сталинграде как о Голгофе 6-й армии, возникает вопрос: „Почему немецкая армия вообще оказалась там?“»

### Бомбардировка Дрездена
Куровски написал ряд книг, посвящённых бомбардировке Дрездена Союзниками в феврале 1945 года. Его книга Das Massaker von Dresden und der anglo-amerikanische Bombenterror 1944/45 (с нем. — «Резня Дрездена и англо-американский террор бомбами 1944–1945 годов») была опубликована ультраправым издательством Druffel Verlag в 1996 году. Другие книги под его авторством на тему, Bomben über Dresden (с нем. — «Бомбы над Дрезденом») и Dresden, были опубликованы в 2001 и 2003 годах.
Относительно бомбардировок Второй мировой войны интерпретация Куровски воздушной войны и дрезденских налётов близко совпадает со словами Ганса Румпфа, немецкого инспектора пожарной охраны во Вторую мировую и послевоенного автора. Как Румпф, так и Куровски используют термин «террор-бомбардировки» исключительно для описания воздушных атак Союзников и представляют налёты Люфтваффе на чисто гражданские цели как «атаки возмездия». В своих работах Куровски подчёркивал, что пропаганда Союзников «сильно преувеличивала» последствия налётов немцев.
Нидерландский историк Бастиан Роберт фон Бенда-Бекманн обсуждает Куровски в своём обзоре немецкой историографии о бомбардировках Союзников. Обсуждая книгу 1977 года Der Luftkrieg über Deutschland (с нем. — «Воздушная война над Германией») и Das Massaker von Dresden, он относит Куровски к группе немецких авторов, на которых «повлиял» британский отрицатель Холокоста Дэвид Ирвинг. Как и Ирвинг, эти авторы становились «более радикальными и решительными в своих убеждениях», осуждая Союзников как «жестоких массовых убийц». В своих работах о Дрездене и воздушной войне Куровски пытается оспорить нарратив о «немецкой вине», утверждая: «Немецких историков заставили замолчать и писать о вечной немецкой вине за всё». Куровски был одним из немецких авторов, которые ссылались на теорию британского генерала Джона Фуллера о том, что бомбардировка Дрездена якобы была запланированной программой геноцида. Фуллер, в отставке с 1933 года, был сторонником Освальда Мосли, основателя Британского союза фашистов.
Книги Куровски используют давно опровергнутые цифры и утверждения, некоторые из которых происходят от заявлений Имперского министерства пропаганды. По словам немецких авторов Ларса-Бродера Кайла и Свена Феликса Келлерхофа, в книге Куровски Bomben über Dresden приводится 16 страниц давно признанных историками вымышленными сообщений очевидцев о низколетящих самолётах, охотящихся на мирных жителей. Кайл и Келлерхоф также критикуют его использование статистики в 60 000 жертв бомбардировки, которая была якобы предоставлена Федеральным бюро статистики Германии. Официальные оценки, описанные Куровски, не существовали.
Куровски начал с более высокого числа жертв. В статье 2005 года в немецком издании Die Welt Келлерхофф цитирует утверждения Куровски о 275 000 погибших, якобы по подсчётам Красного креста. Келлерхофф обсуждает Куровски в числе авторов, дававших сильно завышенные числа, таких как Фуллер, утверждавший о полмиллионе погибших, и немецкий ультраправый экстремист и отрицатель Холокоста Манфред Рёдер, утверждавший о 480 000 погибших. Bomben über Dresden повторяет цифру в 200 000 погибших, впервые использованную Министерством пропаганды 25 февраля 1945 года; невыпущенная официальная немецкая оценка в то время была в 20 204 погибших. Эта оценка стала общеизвестной в 1977 году и широко распространённые преувеличения числа жертв бомбардировок Дрездена были давно опровергнуты.

## Достоверность и точность
Работы Куровски стремятся передать происходившее в войне «как было», но его стиль изложения событий часто приводит к приукрашиванию действительности и полуправде. Куровски часто смешивает факты и вымысел в своих работах, создавая искажённый образ немецких военных и продвигая послевоенную концепцию Nur-Soldat («только солдат»). В своей книге 1995 года Count Not the Dead: The Popular Image of the German Submarine канадский историк Майкл Хэдли назвал работы Куровски «халтурой» и «макулатурным чтивом» (англ. "pulp-trade yarn"). Он описал Куровски как «pulp-писателя» и «писателя-халтурщика».
Хэдли пишет, что Куровски сильно опирается на ранее опубликованные материалы, например в своей работе Knights of the Seven Seas (с англ. — «Рыцари семи морей»). Подписанная как «хроника жертвования» (англ. Chronicle of Sacrifice), книга повторяет мифологию об U-boat, например «27 082 погибших, которые храбро противостояли противнику» (аллюзия к «бессмысленному жертвованию» военных на U-boat немецким верховным командованием). Хэдли отмечает, что «многие данные корректны: имена, места, потопленные корабли и полученные медали», но рассказы участников представляют собой «смесь фактов и фантазии», которая близко повторяет агиографические (хвалебные) рассказы о командирах U-boat из нацистской эпохи.
Бывшие солдаты, которых опрашивал для своих книг Куровски, замечали, что их рассказы в опубликованном виде содержали значительные искажения и приукрашивания и во многих случаях не соответствовали действительности. Один из солдат, Рольф Климанн (нем. Rolf Kliemann), предложил Куровски внести изменения, но был проигнорирован. Климанн утверждал, что «Куровски попросту наполнил факты красивыми баснями…».
В своём обсуждении романтизации Вермахта и Ваффен-СС Смелсер и Дэвис указывают на обширное знание «гуру» (включая Куровски) военных реликвий (милитарии), так как эти авторы «настаивают на подлинности в своих работах [и] совмещают ужасно точное знание деталей (…), от транспортных средств до униформ и медалей, с романтической героизацией немецкой армии, борющейся за спасение Европы от хищного коммунизма».
Смелсер и Дэвис описывают версию войны на Восточном фронте, представляемую Куровски, как «почти что благородную», в которой немецкие войска «проявляют заботу о раненых русских, несмотря на многочисленные зверства» советской армии против немцев. В одном из рассказов Куровски Михаэль Виттман поражает 18 танков за один бой, после чего его начальник Йозеф Дитрих представляет ему железный крест и спрашивает, есть ли у Виттмана какие-либо просьбы. Не раздумывая, Виттман якобы просит о помощи раненому «русскому» солдату, которого он заметил. В книгах Куровски есть множество других подобных проявлений «гуманности», создающих общий образ немецких солдат как людей «без изъянов и недостатков характера». Смелсер и Дэвис заключают, что «рассказы Куровски — хвалебные тексты, которые выставляют немецких солдат в чрезвычайно положительном свете».
Согласно Хэдли, Куровски сосредотачивался на «создании героев» в ущерб исторической правде. Вместе с фактами его работы содержали вымышленные истории. Историк Роман Тёппель пишет, что «прискорбно то, что Куровски иногда воспринимался как культурно значимый историк в иноязычных [ненемецкоязычных] исторических исследованиях». Таким образом вымышленные утверждения Куровски попали в литературу о Второй мировой войне.
В статье, посвящённой 60-летию бомбардировки Дрездена, немецкая газета Berliner Zeitung описывает карьеру Куровски как автора «шаблонных» книг о «последних битвах за Рейх», «орлином зове из штаб-квартиры фюрера» и «штурмовых орудиях в действии». В интервью с одним из дрезденских книготорговцев, отказавшихся продавать книгу Куровски 1996 года Das Massaker von Dresden (с англ. — «Резня Дрездена»), он описывает её так: «Это правая чушь. Книга упоминает 200 000 умерших, но этому нет источника. В ней совсем нет библиографии».

## Псевдонимы
Куровски публиковал многие свои книги под псевдонимами в зависимости от темы. По своему утверждению он использовал своё настоящее имя для «более серьёзных работ» и обычно использовал псевдонимы для работ жанра вымысла. Тем не менее, существуют случаи, когда те же работы публиковались под его реальным именем и псевдонимом разными издателями. Биография генерала Хассо фон Мантойфеля, выпущенная под авторством как Куровски, так и Иоахима фон Шаулена (нем. Joachim von Schaulen), является одним из таких примеров. В число многих псевдонимов Куровски входят:
- Karl Alman[4]
  - Panzer vor: Die dramatische Geschichte der deutschen Panzerwaffe und ihre tapferen Soldaten (с нем. — «Панцер: Драматичная история немецких бронетанковых войскк и их храбрых солдат»). Flechsig, 2006 (неизменённое переиздание 1966 года).
  - Wolfgang Lüth. Der erfolgreiche U-Boot-Kommandant des Zweiten Weltkriegs (с нем. — «Вольфганг Лют: Самый успешный командир подлодок Второй мировой войны»)
- Heinrich H. Bernig[4]
  - Schlacht der Giganten. Opfergang der Panzermänn (с нем. — «Битва титанов: Жертвование танкиста»). Pour le Mérite Verlag[нем.]. Публикует ревизионистские, ксенофобные и псевдонаучные работы, включая материалы нацистской эпохи. Переиздано в 2006 Landwehr.
  - SS-Kavallerie im Osten. Vom 1. SS-Totenkopf-Reiterregiment zur SS-Reiterbrigade Fegelein (с нем. — «Кавалерия СС на Востоке: Полк смерти конной бригады Фегеляйн»). Ультраправое издательство Arndt Verlag[англ.].
- Karl Kollatz[35] — рассказы для серии Der Landser[англ.].
- Hanns-Heinz Gatow[6]
- Rüdiger Greif[4]
  - Die Funk-Füchse[нем.] (1981–1984). Книги для подростков.
- Franz K. Kaufmann[4]
  - Malta muss fallen : Eine histor. Erzählung (с нем. — «Мальта должна пасть: Исторический рассказ»). Engelbert-Verlag, 1960.
  - Aufstand in Hellas (с нем. — «Восстание в Элладе»). Engelbert, 1960.
- Volkmar Kühn[4]
  - Mit Rommel in der Wüste. Kampf und Untergang des Deutschen Afrika-Korps 1941–1943 (с нем. — «С Роммелем в пустыне: Борьба и поражение немецкого Африканского корпуса в 1941–1943 годах»). Flechsig.
  - Torpedoboote und Zerstörer im Einsatz 1939–1945. Kampf und Untergang einer Waffe (с нем. — «Торпедные лодки и эсминцы в бою в 1939–1945 годах: Борьба и поражение»). Motorbuch-Verlag (1974)
  - Deutsche Fallschirmjäger im Zweiten Weltkrieg. Grüne Teufel im Sprungeinsatz und Erdkampf 1939–1945 (с нем. — «Немецкие десантники во Второй мировой войне: Зелёный ад в парашютном десантировании и наземных боях»). Flechsig, 2006.
  - Tiger: die Geschichte einer legendären Waffe 1942–1945 (с нем. — «Тигр: История легендарного оружия в 1942–1945 годах»). Motorbuch Verlag, 1976. Издатель книг о транспорте и милитарии.
- Johanna Schulz[4]
  - Vier fahren nach Griechenland (с нем. — «Четверо едут в Грецию»).
  - Fahrt ins Verderben: Einsatz d. Ein-Mann-Torpedos (с нем. — «Путь к уничтожению: Использование одномачтовых торпед»). Zimmermann (1960).
  - Der letzte Torpedo. U 201 auf grosser Fahrt. (1960)
- Hrowe H. Saunders[6]
- Joachim von Schaulen[6]
- Heinrich Schulze-Dirschau[4]
  - Oder-Neisse: muss Deutschland verzichten? (с нем. — «Одер-Нейсе: Будет ли Германия без них?»). Verlagsgesellschaft Berg[нем.] с Türmer Verlag[нем.], 1991. Ультраправое издательство.
  - Der deutsche Osten: vom Ordensland Preussen zum Kernstaat des deutschen Reiches (с нем. — «Немецкий восток: От Тевтонского ордена к ключевому государству Германской империи»). Türmer-Verlag, 1989. Ультраправое издательство.